# Tokurei Sochi Dantai Sutera Jo-Gakuin Kōtō-ka Shīkyūbu
Tokurei Sochi Dantai Sutera Jo-Gakuin Kōtō-ka Shīkyūbu (japanisch 特例措置団体ステラ女学院高等科Ｃ３部) ist eine Manga-Serie, die von Ikoma geschrieben und von Tomomoka Midori illustriert wurde. Sie erschien in Japan von 2010 bis 2012, erhielt weitere Umsetzungen als Manga und 2013 eine Adaption als Anime. Dieser kam auf Deutsch unter dem Titel Stella Women’s Academy, High School Division Class C3 heraus.

## Handlung
Yura Yamato ist neu in der renommierten Stella Women’s Academy und es fällt ihr vom ersten Schultag an schwer, Freunde zu finden. Sie trifft den Airsoft-Club der Schule, der C3 Club (C3部) heißt, und wird schließlich Mitglied. Die Geschichte handelt von Yuras Erfahrungen als Mitglied des C3 Clubs und ihre Interaktionen mit ihren Kameraden.

## Manga
Tokurei Sochi Dantai Sutera Jo-Gakuin Kōtō-ka Shīkyūbu wurde von Ikoma und Getsumin geschrieben und von Kokudō 12-gō und Getsumin illustriert. Die Serie wurde zwischen dem 1. April 2010 und dem 24. Februar 2012 im Magazin Famitsu Comic Clear veröffentlicht und danach vom Verlag Enterbrain in zwei Sammelbänden herausgegeben.
Tokurei Sochi Dantai Sutera Jo-Gakuin Kōtō-ka C3-Bu erschien vom 9. Mai 2012 bis zum 16. Dezember 2013 im Gekkan Young Magazine und wurde danach von Kodansha auch in drei Sammelbänden veröffentlicht.
Ein Yonkoma-Manga mit dem Titel 4-koma Shīkyūbu von Ikoma and Tomomoka Midori erschien vom 14. Februar bis 5. Oktober 2013 im Kodansha Comic Plus und wurde auch in einem Sammelband herausgegeben.

## Anime
Im Dezember 2012 wurde erstmals eine Verfilmung als Anime angekündigt. Er entstand bei Studio Gainax unter der Regie von Masayoshi Kawajiri. Das Charakterdesign entwarf Manami Umeshita und die künstlerische Leitung lag bei Hiroki Matsumoto. Weitere Designs stammen von Yuka Hirama und für die Kameraführung war Tetsuya Sasaki verantwortlich. Tonregie führte Jun Watanabe.
Die 13 Folgen wurden vom 4. Juli bis zum 26. September 2013 bei den Sendern TBS, Sun TV und Chubu-Nippon Broadcasting ausgestrahlt. Der Anime wurde gleichzeitig auf Crunchyroll mit Untertiteln in mehreren Sprachen für Nutzer in Nordamerika, Nordeuropa und Südafrika veröffentlicht. 2016 erschien eine deutsche Synchronfassung bei Kazé Deutschland.

### Synchronisation
Die deutsche Synchronfassung entstand bei G&G Tonstudios unter der Regie von Jörn Friese. Übersetzerin war Diana Hesse.
| Rolle           | japanische Stimme (Seiyū) | deutsche Stimme |
| --------------- | ------------------------- | --------------- |
| Sonora Kashima  | Miyuki Sawashiro          | Birte Baumgardt |
| Rento Kirishima | Rima Nishizaki            | Céline Vogt     |
| Yachiyo Hinata  | Madoka Yonezawa           | Charlotte Uhlig |
| Honoka Mutsu    | Chiwa Saitō               | Ela Paul        |
| Karila Hatsuse  | Ai Kayano                 | Fabienne Hesse  |
| Yura Yamato     | Yui Makino                | Meri Dogan      |

### Musik
Die Musik der Serie komponierte Kotaro Nakagawa. Der Vorspann ist unterlegt mit dem Lied Shape My Story von Anna Yano. Das Abspannlied ist Hajikero! C3-Bu!, gesungen von den Sprecherinnen der Protagonistengruppe.